# 普雷紹夫足球俱樂部
普雷紹夫第一足球俱樂部是斯洛伐克的一家足球俱樂部。主場位於普雷紹夫。普雷紹夫是斯洛伐克歷史最長的足球隊，創辦于1898年。

## 外部連結
- 官方網站